# Matthias Bronisch
Matthias Bronisch (* 17. März 1937 in Stettin) ist ein deutscher Dichter.

## Leben
Nach der Flucht im Februar 1945 lebte er zuerst in Bad Essen (bei Osnabrück) dann in Petershagen (Weser). Er absolvierte ein Studium der Kunstgeschichte, Archäologie und Literaturwissenschaft in Münster und Hamburg. Anschließend war er als Lektor drei Jahre in Novi Sad und Belgrad (Jugoslawien) tätig. Ab 1966 war er Referendar und Lehrer in Bremen, ab 1971 wieder fünf Jahre als Lektor an der Universität Skopje (Makedonien). Von 1976 bis 2000 war er als Lehrer in Bielefeld tätig. Seit 1978 ist er Mitglied im VS (Verband deutscher Schriftsteller) und im PEN.

## Werke
Bronisch veröffentlichte Übersetzungen aus dem Makedonischen (Lyrik und Prosa) und eigene Lyrik und Prosa. Übersetzt wurden seine Texte ins Englische, Französische, Rumänische, Albanische und Makedonische. Veröffentlichung seiner Lyrik in eigenen Ausgaben und Anthologien in Rumänien und Makedonien. 1978 erhielt er den "Grigor-Prlicev-Preis".
Neben seiner schriftstellerischen Tätigkeit ist er bildnerisch tätig (Acryl, Aquarell, Radierung, Holzschnitt, Zeichnung).

### Als Autor
- Mit anderen Augen. 6 Erzählungen. Nachwort von Eva Strittmatter. Skopje, Macedonien Review 1976, 62 S.
- Aus einer südlichen Landschaft. Gedichte. St.Michael, Bläschke Verlag 1979, 42 S.
- Kopnez po jug. (eigene Gedichte in makedonischer Übersetzung). Skopje, Makedonska Revija 1980, 64S.
- In Petershagen. In: Wetterlage, Bielefeld 1981
- Jugendliebe und späte Heirat. In: Wetterlage, Bielefeld 1981
- Auf 13 Scheffelsaat zwischen Wohnblocks. In: Bielefeld 1981
- Mensch und Erkenntnis. Foto-Text-Mappe. Fotos von Karl-Martin Holzhäuser. Bielefeld 1984
- Flaschenpost (Hrsg.). Ergebnisse eines Schreibkurses mit Jugendlichen. Bielefeld, Pendragon Verlag 1988
- Der Lärm der Straße dringt herein. Kurzprosa. Bielefeld, Pendragon Verlag 1989
- Die Stille vor dem Spiegel. Erzählungen. Bielefeld, 72 S., Pendragon Verlag 1997
- Grün und Blau, Säule und Bogen, Baum und Himmel. „Palladio und die Villen im Veneto“. Erz. Zu Bildern von Peter Flachmann, Bielefeld 1999
- In der Zeit des Schweigens, Erzählung, 106 S., Petershagen 2002
- Apovesti despre doua pietre, zweisprachige Ausgabe der Gedichte (rum.-deutsch), Bukarest 2006
- Freddy geht ins Theater, Kinderbuch, novum eco Verlag, 2010
- Usque ad Huculvi. Stadtgeschichte einmal anders. 19 Moritaten. Petershagen 2010
- Von Bylanuelde über Biliuelde bis Bielefeld, 17 Moritaten, Norderstedt 2013
- Martha, Das geliehene zweite Leben, Roman, KunstSinn Verlag, 2023
- Dahinter eine zweite Wahrheit, Kurzprosa, KunstSinn Verlag 2024
- Orte, Orte, Gedichte, KunstSinn Verlag 2025

### Als Herausgeber
- Zwischen Ankommenden und Abfahrenden werde ich Ja sagen (Hrsg.). Anthologie „Jugend schreibt“, Norderstedt 2003
- Mit dem Fahrstuhl in die Phantasie (Hrsg.), Anthologie der Schreibwerkstatt a.d. Uni Bielefeld, 2007
- Kopfüber (Hrsg.), Anthologie der Schreibwerkstatt a.d. Uni Bielefeld, 2011
- Feinschliff (Hrsg.), Anthologie der Schreibwerkstatt a.d. Uni Bielefeld, 2013
- Text(to)uren (Hrsg.), Anthologie der Schreibwerkstatt a.d. Uni Bielefeld 2019
- Wege ins Offene (Hrsg.) Anthologie der Schreibwerkstatt a.d. Uni Bielefeld 2023
- Tentakel, Literaturzeitschrift (mit bild. Kunst), seit 2008 dreimal jährlich
- Der Maler Ernst Lindemann, KunstSinn Verlag, Bielefeld 2017

### Übersetzungen
- Makedonien. Erzähler der Welt, Erdmann Verlag 1976 (aus dem Makedonischen)
- Moderne makedonische Lyrik, Erdmann Verlag 1979 (aus dem Makedonischen)
- Blaze Koneski, Unter dem weißen Kalkstein der tage, Pendragon Verlag 2008

### Beiträge in Zeitschriften
- 5 Gedichte (Vest, Ti progovaras, Osnovni edinici..., A - kako Aleksandra, Prasanja do eden tatko). In: Razgledi, XVIII. Jg., Nr.6, S. 647 - 651 (Skopje 1976)
- 3 Gedichte (Sega, Moeto mesto, Mojot rodenden). In: Razgledi, XIX Jg., Nr.4, S. 361-63 (Skopje 1977)
- 5 Gedichte (Race, Gol, Krvta ne e crvena, Ohridsko ezero, Duovden). In: Covremenost, XXV. Jg., Nr. 9-10, S. 47–51 (Skopje 1975)
- 1 Gedicht (GlaubensGemeinschaftsGlaube) In: Grenzüberschreitungen oder Literatur und Wirklichkeit, edition „die horen“, 1982, S. 212
- Gedicht „Cellenschmelz“ in NEUE WESTFÄLISCHE, Nr. 133, 12.06.1985

### Beiträge in Anthologien
- 3 Gedichte in: Germanskata Poezija na XX. Vek, Skopje 1978, Makedonska Revija, S. 274–277
- Die Lust der Samariter, in: Gladbecker Satirepreis, Gladbeck 1987
- Kein Kopf mehr, Fünf Finger, in: Mit Sprache über Sprache, Verlag auf der Warft, Hamburg-Münster 2013
- 3 Gedichte, in Einkreisung, Edition L, Oberndorf 1982
- Landschaft und Mensch, Katalog "Bild/Text, Text/Bild", Kunsthalle Bielefeld 1983

### Rundfunk
- WDR: Lyriklesung, Mein Sonntag in..., einzelne Gedichte
- Saarl.Rundfunk, Süddt. Rundfunk: Lesungen von übersetzter Prosa aus dem Makedonischen

### Angaben in Nachschlagewerken
- Who is Who, Kürschners Literaturlexikon, www.nrw-autoren-im-netz.de